# Dom rodzinny Heinricha Göpperta

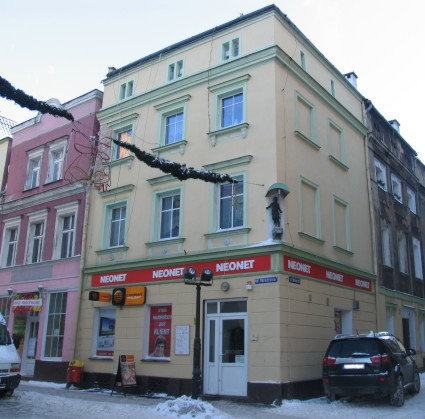
Dom rodzinny Heinricha Göpperta w Szprotawie

Dom rodzinny Heinricha Göpperta — trójkondygnacyjna kamienica z poddaszem położona w centrum Szprotawy, przy ulicy Odrodzenia 1,  w południowo-wschodnim narożu rynku (róg ul. Odrodzenia i Moniuszki). Budynek wzniesiony w XIX wieku, w stylu neoklasycystycznym. Budynek wpisany do rejestru zabytków pod nr rej.: 2252 z 12.07.1976 i z 28.07.1998
W XIX wieku we władaniu rodziny aptekarskiej Göppertów. Znany jako tzw. „apteka pod Murzynkiem” (do 1945 niem. Mohrenapotheke). Po II wojnie światowej na parterze budynku nadal mieści się apteka, zamknięta w latach 80. XX wieku.
Wyróżnikiem budynku jest figura Murzynka osadzona w narożu północno-zachodnim, na wysokości 2. kondygnacji. W 2000 udaremniono próbę kradzieży figury. 